# ويليام بيانشيني
ويليام بيانشيني (بالفرنسية: William Bianchini)‏ هو لاعب كرة قدم لوكسمبورغي، ولد في 16 أكتوبر 1960.

## وصلات خارجية
- ويليام بيانشيني على موقع قاعدة بيانات كرة القدم.إي يو (الإنجليزية)